# MAP2K3
MAP2K3 (англ. Mitogen-activated protein kinase kinase 3) – білок, який кодується однойменним геном, розташованим у людей на короткому плечі 17-ї хромосоми. Довжина поліпептидного ланцюга білка становить 347 амінокислот, а молекулярна маса — 39 318.
| 10         |  | 20         |  | 30         |  | 40         |  | 50         |
| ---------- |  | ---------- |  | ---------- |  | ---------- |  | ---------- |
| MESPASSQPA |  | SMPQSKGKSK |  | RKKDLRISCM |  | SKPPAPNPTP |  | PRNLDSRTFI |
| TIGDRNFEVE |  | ADDLVTISEL |  | GRGAYGVVEK |  | VRHAQSGTIM |  | AVKRIRATVN |
| SQEQKRLLMD |  | LDINMRTVDC |  | FYTVTFYGAL |  | FREGDVWICM |  | ELMDTSLDKF |
| YRKVLDKNMT |  | IPEDILGEIA |  | VSIVRALEHL |  | HSKLSVIHRD |  | VKPSNVLINK |
| EGHVKMCDFG |  | ISGYLVDSVA |  | KTMDAGCKPY |  | MAPERINPEL |  | NQKGYNVKSD |
| VWSLGITMIE |  | MAILRFPYES |  | WGTPFQQLKQ |  | VVEEPSPQLP |  | ADRFSPEFVD |
| FTAQCLRKNP |  | AERMSYLELM |  | EHPFFTLHKT |  | KKTDIAAFVK |  | EILGEDS    |

A: Аланін

C: Цистеїн

D: Аспарагінова кислота

E: Глутамінова кислота

F: Фенілаланін

G: Гліцин

H: Гістидин

I: Ізолейцин

K: Лізин

L: Лейцин

M: Метіонін

N: Аспарагін

P: Пролін

Q: Глутамін

R: Аргінін

S: Серин

T: Треонін

V: Валін

W: Триптофан

Кодований геном білок за функціями належить до трансфераз, кіназ, серин/треонінових протеїнкіназ, тирозинових протеїнкіназ, фосфопротеїнів. 
Задіяний у таких біологічних процесах, як ацетилювання, альтернативний сплайсинг. 
Білок має сайт для зв'язування з АТФ, нуклеотидами. 